# ناصر العمران (بازیکن فوتبال)
ناصر العمران (عربی: ناصر العمران؛ زادهٔ ۱۳ ژوئیهٔ ۱۹۹۷) بازیکن فوتبال اهل عربستان سعودی است که در پست هافبک برای باشگاه أبها در لیگ حرفه‌ای فوتبال عربستان بازی می‌کند.

## آمار بازی در باشگاه
باشگاه
آمار بازی‌ها تا ۲۸ ژوئن ۲۰۲۳.
| باشگاه       | فصل          | لیگ  | لیگ | جام پادشاهی | جام پادشاهی | آسیا | آسیا | دیگر موارد | دیگر موارد | جمع  | جمع |
| باشگاه       | فصل          | بازی | گل  | بازی        | گل          | بازی | گل   | بازی       | گل         | بازی | گل  |
| ------------ | ------------ | ---- | --- | ----------- | ----------- | ---- | ---- | ---------- | ---------- | ---- | --- |
| الشباب       | ۲۰۱۷–۲۰۱۸    | ۱    | ۰   | ۰           | ۰           | —    | —    | —          | —          | ۱    | ۰   |
| الشباب       | ۲۰۱۸–۲۰۱۹    | ۱    | ۰   | ۱           | ۰           | —    | —    | —          | —          | ۲    | ۰   |
| الشباب       | ۲۰۱۹–۲۰۲۰    | ۱۴   | ۰   | ۱           | ۰           | —    | —    | 4          | ۰          | ۱۹   | ۰   |
| الشباب       | ۲۰۲۰–۲۰۲۱    | ۱۰   | ۰   | ۱           | ۰           | —    | —    | ۰          | ۰          | ۱۱   | ۰   |
| الشباب       | ۲۰۲۱–۲۰۲۲    | ۵    | ۰   | ۱           | ۰           | ۴    | ۰    | —          | —          | ۱۰   | ۰   |
| الشباب       | ۲۰۲۲–۲۰۲۳    | ۲    | ۰   | ۰           | ۰           | ۰    | ۰    | —          | —          | ۲    | ۰   |
| الشباب       | جمع          | ۳۳   | ۰   | ۴           | ۰           | ۴    | ۰    | ۴          | ۰          | ۴۵   | ۰   |
| مجموع بازی‌ها | مجموع بازی‌ها | ۳۳   | ۰   | ۴           | ۰           | ۴    | ۰    | ۴          | ۰          | ۴۵   | ۰   |

1. ↑  حضور در جام قهرمانان باشگاه‌های عربی